# HR 8799
HR 8799 — змінна зоря, що знаходиться у сузір'ї Пегаса на відстані 129 св. р. від Землі. Маса зірки становить 1,5 сонячних. Вона належить до групи хімічних пекулярних зір із неймовірно високою концентрацією важких елементів у верхніх шарах, які, як правило, формуються після вибуху наднових. Астрономи також зафіксували регулярні зміни яскравості HR 8799 аж до 0,2 зоряної величини, що дало змогу виділити світило в клас змінних. Вік зорі становить лише 30 млн років.

## Екзопланети
Зоряна система HR 8799 — вельми цікавий об'єкт досліджень, як відзначають астрономи, вона має свої унікальні особливості, але водночас багато в чому схожа із Сонячною. Зокрема, тут присутні чотири планети-гіганти, які розташовані на широких орбітах. Проте всі екзопланети мають приблизно однакові розміри й перевершують Юпітер в 9—10 разів. У 2015 році за допомогою інтерферометра LBT обсерваторії Маунт-Грем в Аризоні (США) вдалося сфотографувати одночасно всі 4 планети.
На цей час немає вагомих підстав вважати, що в системі існують кам'янисті планети, але якщо вони там дійсно є, то HR 8799 можна буде сміливо визнавати двійником Сонячної системи.